# Meteoritical Society
La Meteoritical Society è un'organizzazione no-profit fondata nel 1933 per promuovere la ricerca e la divulgazione delle scienze planetarie, con particolare enfasi agli studi sui meteoriti e altri materiali extraterrestri che possano accrescere le nostre conoscenze sull'origine e sulla storia del Sistema Solare. Fanno parte della Meteoritical Society più di 900 scienziati e appassionati da oltre 33 paesi.

## Attività
La Meteoritical Society è l'organizzazione che registra tutti i meteoriti conosciuti nel suo Meteoritical Bulletin e attraverso il Committee on Meteorite Nomenclature si occupa di assegnare i nomi ufficiali a nuovi meteoriti scoperti.
La società inoltre pubblica uno dei più famosi giornali di scienze planetarie: Meteoritics and Planetary Science, ed è co-sponsor, assieme alla Geochemical Society, della pubblicazione specialistica Geochimica et Cosmochimica Acta.